# Allodape friesei
Allodape friesei là một loài Hymenoptera trong họ Apidae. Loài này được Strand mô tả khoa học năm 1915.
Loài này phân bố ở Zimbabwe.